# Язеп Семежон
Иосиф Игнатьевич Семежонов (более известный под псевдонимом Язеп Семежон (бел. Язэп Семяжон); 16 ноября 1914, д. Петровичи Борисовский уезд (Минская губерния) ) — 16 августа 1990, Минск) — белорусский советский поэт и переводчик, литературовед, педагог. Член Союза писателей СССР (с 1954).
Заслуженный деятель культуры Белорусской ССР (1989). Лауреат литературной премии имени Янки Купалы (1982).

## Биография
Сын лесника. В 1930 окончил среднюю школу, работал в колхозе счетоводом, учился на драматических курсах в Минске. В 1932—1934 гг. — актер Белорусского драматического театра. В 1938 году окончил факультет иностранных языков Минского государственного высшего педагогического института.
В 1938—1940 служил в Красной Армии, участвовал в походе РККА в Западную Белоруссию, в советско-финской войне (1939—1940). Демобилизовавшись, учительствовал в родном селе.
Участник Великой Отечественной войны. Был военным переводчиком 474-го отдельного радиодивизиона особого назначения. Закончил войну в звании капитана.
Продолжал службу в рядах Советской Армии до 1959 года. С 1948 — член ВКП (б).
В 1953—1960 гг. — преподавал иностранные языки в Минском суворовском военном училище, в 1961—1975 — Белорусском государственном университете, одновременно работал в редакции журнала «Беларусь» (1962—1967).

## Творчество
Дебютировал как поэт в 1931 году. Переводами начал заниматься с 1938. Переводил с английского, французского, немецкого, итальянского, польского, чешского, словацкого, русского, литовского и других языков.
В его переводе вышли произведения В. Шекспира («Король Лир»), Дж. Байрона, Р. Бёрнса, Г. Гейне, А. Мицкевича («Пан Тадеуш»), Ю. Словацкого, Дж. Китса, М. Твена, У. Уитмена, Дж. Родари, вьетнамских, индийских и итальянских поэтов, поэтов народов СССР. В 1969 опубликовал перевод первой поэмы о белорусах — «Песни про зубра» Николая Гусовского с латинского оригинала XVI века.
Выступал в печати со статьями по вопросам художественного перевода.

## Награды
- орден Отечественной войны II степени (11.03.1985)
- орден Трудового Красного Знамени (16.11.1984)
- орден Дружбы народов (21.11.1974)
- 2 ордена Красной Звезды (30.04.1945; 1953)
- медали

## Комментарии
1. ↑  Ныне Смолевичского района Минской области Беларусь.